# Манаро
Манаро е активен базалтов вулкан с координати 15° ю.ш. и 168° и.д. в Тихи океан (архипелаг Нови Хебриди). Той е един от четирите големи действащи вулкана на територията на Република Вануату. Издига се по средата на остров Амбае, а другото име под което е известен е Ломбенбен (Lombenben).
Много специалисти вулканолози определят Манаро като един от най-опасните вулкани в света. Камерата му лежи на дълбочина 3000 m под морското равнище, а на височина конусът му достига почти 1500 m над него. Кратерът му е запълнен с вода – там се намира езерото Вуи с площ 2 km2.
Най-силното регистрирано изригване на Манаро е отпреди 122 години (1884 г.) и е било с катастрофални последици за местната екосистема и население.
Мощният конус на Манаро постоянно освобождава в атмосферата вулканичен газ. С активизирането си през 1995 г. предизвиква евакуацията на пет хиляди души, тъй като земните трусове и изхвърляните в атмосферата дим и пепел порdgodj опасения за предстоящо изригване с голяма сила.
На 27 ноември 2005 г. от кратера на Манаро се издига стълб от дим и пара с височина три километра. В продължение на две седмици вулканът изхвърля 2000 тона вулканична пепел. Всички дървета край ръба на кратера изсъхват, а гъстата растителност на острова се покрива с пепел. Министър-председателяj на страната Хам Лини разпорежда евакуацията на половината население на Амбае, в отговор на предупрежденията на сеизмолозите за възможно изригване.
На 3 юни 2006 г. езерото Вуи променя цвета си от син в ярко червен, което хвърля в смут учените. Те не могат да разберат неадекватното поведение на водния басейн — дали промяната на цвета на водата се дължи на протичащи химически процеси в нея или е причинена от поредната активизация на вулкана. Наред с това при три от другите вулкани на Вануату в продължение на седмици излиза пепел, дим и струи пара.
От времето на последното изригване на Манаро този необичаен вулкан е под непрекъснато наблюдение на сътрудниците на Френския център за задморски изследвания, чийто отдел се намира в Порт Вила, столицата на Вануату и Савойският университет „Ле Бурже дю Лаке“, Франция). Сеизмична станция е поставена и на намиращото се в близост езеро Нгаро, данните от която автоматично се изпращат на борда на американския сателитен спътник „Аргос“ (Аргос), когато минава над този район.
Разположеното езеро Вуи в кратера на Манаро допълнително утежнява ситуацията. Възможните сценарии в случай на активизиране на вулкана са два:
- езерото да прелее извън бреговете си — околните села ще бъдат залети от вода, камъни и впоследствие поток от лава
- потокът от лава да срещне водната преграда — ще последва силен взрив с непредвидими последици

Без значение кой от сценариите се осъществи, последиците от евентуалното изригване ще бъдат крайно разрушителни. Вулканът вече е замърсил източниците на питейна вода на острова, което значително влошава условията на живот на местното население. Следващото му изригване неименуемо би направило живота на острова съвсем невъзможен. Всичко това прави вулкана Манаро един от най-опасните вулкани в света.